# Richard Reading
Richard Reading (Detroit, 7 febbraio 1882 – Brighton, 9 dicembre 1952) è stato un politico statunitense, sindaco di Detroit dal 1938 al 1940.

## Biografia
Richard Reading nacque a Detroit il 7 febbraio 1882, figlio di Richard W. e Louise M. Reading. Frequentò le scuole pubbliche a Detroit e l'Università di Detroit.
Reading sposò Blanche White nel 1901. La coppia ebbe quattro figli.
Reading fu anche un lottatore semi-professionista. Lavorò poi come tipografo, dirigente di un giornale, e un commerciante di immobili prima di entrare nella vitya pubblica nel 1921.
Reading fu nominato assessore nel 1921 e fu eletto cancelliere nel 1926. Rimase cancelliere fino al 1939, quando si candidò a sindaco, sconfiggendo alla fine Patrick H. O'Brien per quasi il doppio dei voti. Tuttavia, una volta sindaco, Reading si dedicò alle bustarelle, vendendo protezione molti delinquenti e promozioni ad agenti di polizia. Questa corruzione fu scoperta mentre si stava preparando la campagna per la successiva elezione a sindaco, e Reading fu schiacciato da Edward Jeffries.
Poco dopo aver lasciato l'incarico, Reading fu incriminato per aver accettato le bustarelle e per aver cospirato per proteggere il racket del gioco d'azzardo a Detroit. Fu condannato da quattro a cinque anni di prigione.
Reading morì a Brighton (Michigan), il 9 dicembre 1952.